# Personalreferent
Personalreferent ist eine berufliche Tätigkeit im Bereich der Personalverwaltung und Personalentwicklung.
Zu den typischen Aufgaben eines Personalreferenten gehören die Auswahl und Einstellung neuer Mitarbeiter, die Betreuung des vorhandenen Personals und die Beratung von Führungskräften. Personalreferenten formulieren Arbeitsverträge und Arbeitszeugnisse, kalkulieren Personalkosten und verhandeln mit den betrieblichen Interessenvertretungen. Zwecks Personalentwicklung planen sie Schulungen, Seminare und andere Weiterbildungsmaßnahmen.
In kleinen Betrieben übernehmen Personalreferenten auch Aufgaben, die zur klassischen Personalsachbearbeitung gehören, wie beispielsweise die Entgeltabrechnung und die Führung der Personalakten.
Bei dem Personalreferent handelt es sich nicht um einen klassischen Ausbildungsberuf. Ausbildungen, die auf eine Tätigkeit als Personalreferent vorbereiten, sind Betriebswirt für Personalwirtschaft, Personalfachkaufmann, Personaldienstleistungskaufmann und Personaldienstleistungsfachwirt. Hochschulen bieten das grundständige Studium „Personalmanagement, -dienstleistung“ an, das mit dem Bachelor abgeschlossen werden kann. Daneben existieren zahlreiche Angebote für Weiterbildungen zum Personalreferenten.